# Lasy Mirachowskie
Lasy Mirachowskie (kaszb. Mirochòwsczé Lasë) – kompleks leśny na północnym obszarze Kaszubskiego Parku Krajobrazowego. Lasy Mirachowskie obejmują zespół jezior potęgowskich i 8 rezerwatów przyrody: Staniszewskie Zdroje, Kurze Grzędy, Lubygość, Leśne Oczko, Staniszewskie Błoto, Szczelina Lechicka, Żurawie Błota i Jezioro Turzycowe. Przez obszar rezerwatu prowadzą turystyczne szlaki: Wzgórz Szymbarskich i Kaszubski.

## Historia
Przed II wojną światową czynione były przygotowania do utworzenia w kompleksie Lasów Mirachowskich Parku Narodowego ze względu na walory krajobrazowo-przyrodnicze (jeziora, leśne uroczyska, liczny starodrzew) oraz unikatową florę i faunę (żółw błotny, paproć górska, podrzeń żebrowiec). Wiele roślin (tyrfobiontów) w tym rejonie zanikło w wyniku melioracji torfowisk prowadzonych w okresie PRL, podobnie działalność człowieka doprowadziła do wyginięcia głuszca, chronionego na tym obszarze już od 1916 roku. Aktualnie walory tego obszaru chronione są w rezerwatach.